# Бу Саада
 Тази статия е за града в Алжир.  За околията вижте Бу Саада (околия).  
Бу Саада (на арабски: بو سعادة) е град в северен Алжир, административен център на околия Бу Саада в област М'сила. Населението му е около 126 000 души (2008).
Разположен е на 568 метра надморска височина в подножието на Сахарски Атлас, на 64 километра югозападно от град М'сила. Селището, намиращо се в оазис в планинска долина, съществува от Античността като спирка на кервански път, а през Късната Античност е седалище на християнски епископ.